# باسكال شتينتسل
باسكال شتينتسل (بالألمانية: Pascal Stenzel)‏ (20 مارس 1996 ألمانيا - ) هو لاعب كرة قدم ألماني، يلعب كلاعب وسط.

## روابط خارجية
- باسكال ستينزيل على موقع الاتحاد الأوربي (الإنجليزية)
- باسكال ستينزيل على موقع قاعدة بيانات كرة القدم.إي يو (الإنجليزية)
- باسكال ستينزيل على موقع بيانات كرة القدم. دي إي (الألمانية)
- باسكال ستينزيل على موقع Soccerway.com (الإنجليزية)
- باسكال ستينزيل على موقع عالم كرة القدم.نت (الإنجليزية)
- باسكال ستينزيل على موقع AS.com (الإسبانية)